# Вальядарес, Армандо
Армандо Вальядерес Перес (англ. Armando Valladeras Perez; род. 1937, Пинар-дель-Рио) — кубинский диссидент, многолетний политзаключённый, поэт и художник.

## Биография
Родился в Пинар-дель-Рио. Работал на почте, одобрял Кубинскую революцию, но в 1960 году отказался поставить на стол табличку с надписью «Я с Фиделем!». После этого он был арестован по обвинению в контрреволюционной деятельности и приговорён к 30 годам заключения (кубинское правительство настаивает, что он был задержан по обвинениям в терроризме и сотрудничестве с охранкой Фульхенсио Батисты)
.
В связи с тем, что он отказался признать себя виновным и покаяться, его подвергали издевательствам, содержали в одиночном заключении. Он неоднократно объявлял голодовки, его здоровье ухудшилось, он был частично парализован. В заключении он познакомился и подружился с поэтом и диссидентом Педро Луисом Бойтелем.
Вальядерес писал в тюрьме стихи и тайно переправлял их на волю. В 1974 году его поэтический сборник был опубликован за пределами Кубы и ПЕН-клуб Франции наградил его «Премией свободы». «Международная амнистия» признала его узником совести.
Вальядерес был освобождён в 1982 году, после двадцати двух лет заключения, по просьбе президента Франции Франсуа Миттерана и эмигрировал в США.
В 1983 году он был одним из инициаторов создания международной антикоммунистической организации «Интернационал сопротивления».
В 1986 году были опубликованы его воспоминания «Against All Hope» (под названием «С надеждой в сердце» отрывки из них были опубликованы в 1992 году в журнале «Новый мир»). В 1988 году он был назначен представителем США в Комиссии ООН по правам человека и занимал этот пост до 1990 года.
Как художник Вальядерес участвовал в ряде выставок, его работы имеются в частных коллекциях в ряде стран.